# 1967년 칸 영화제
제20회 칸 영화제는 1967년 4월 27일부터 1967년 5월 12일까지 열린 영화제이다. 프랑스 칸에서 개최되었다.

## 수상

### 황금종려상
- 욕망 - 미켈란젤로 안토니오니 수상

### 심사위원대상
- 사랑의 상처 - 조셉 로지 수상

### 감독상
- 10,000개의 태양 - 페렝 코사 수상

### 여우주연상
- 엘비라 마디간 - 피아 디거마크 수상

### 남우주연상
- 쓰리 데이즈 앤 어 차일드 - 오데드 코트러 수상